# Giovanni Casaretto
Giovanni Casaretto (Casar.) foi um botânico e explorador italiano, nascido em 1812 e falecido em 1879.
Esteve no Brasil entre 1838 e 1840, devido ao naufrágio de seu navio perto das Ilhas Malvinas, quando viajava em expedição de circunavegação financiada pela família real italiana.

## Livros
- 1842. Novarum stirpium brasiliensium decades. Ed. Typis J. Ferrandi. 96 pp.

## Espécies descritas
Coletou e descreveu cerca de 100 espécies brasileiras novas. Descreveu também os gêneros Cariniana, Chrysoxylon, Clelia, Gallesia, Redia.
Espécies que descreveu:
- 3 do gênero Achras
- Acinodendron flammeum
- 2 do gênero Aegiphila
- 4 do gênero Alchornea
- Aruba majana
- Belangera reideliana
- Blepharocalyx myriophyllus
- Boehmeria vialis
- Bombacopsis stenopetala
- Bombax stenopetalum
- Bumelia rhamnoides
- 2 do gênero Cabralea
- Calyptranthes dichotoma
- 2 do gênero Cariniana
- Caryocar edule
- 3 do gênero Celtis
- Chaptalia araneosa
- 3 do gênero Chrysophyllum
- Chrysoxylon venhatico
- Cinchona riedeliana
- Clelia ornata
- 2 do gênero Clusia
- 6 do gênero Coccoloba
- 2 do gênero Croton
- Cupania sylvatica
- Cuphea leptoclada
- Dasyphyllum flagellare
- 2 do gênero Davilla
- 2 do gênero Diplusodon
- Ditaxis simoniana
- 2 do gênero Echites
- 2 do gênero Eugenia
- Eugeniodes estrellense
- Euphorbia montevidensis
- 3 do gênero Ficus
- 2 do gênero Flotovia
- 2 do gênero Forsteronia
- Gallesia scorododendrum
- Gaylussacia rigida
- Graphistylis organensis
- 3 do gênero Guapira
- Hedyotis palustris
- Henriettea brasiliensis
- 2 do gênero Humiria
- Humiriastrum dentatum
- Icica maritima
- Jaborosa montevidensis
- Jacaranda clausseniana
- Kielmeyera membranacea
- Lupinus chrysomelas
- Lythrum bahiense
- Mandevilla guanabarica
- Manettia flexuosa
- Miconia flammea
- Mikania riedeliana
- 7 do gênero Myrsine
- 2 do gênero Omphalobium
- Oxydectes migrans
- 2 do gênero Pachira
- 4 do gênero Paullinia
- 5 do gênero Pavonia
- 2 do gênero Phyllanthus
- Pilocarpus fluminensis
- 5 do gênero Pisonia
- Polygala pachyrrhiza
- Porophyllum caesium
- Portulaca eriophora
- Quassia maiana
- Redia tricocca
- Rhamnus arenicola
- Ruprechtia crenata
- Sacoglottis dentata
- 2 do gênero Schwenckia
- Senecio organensis
- Serjania marginata
- 3 do gênero Simaba
- Strychnos gomesiana
- 4 do gênero Symplocos
- Telanthera arenaria
- 2 do gênero Thouinia
- Tocoyena lychnophora
- Torrubia cafferana
- Trichilia multiflora
- 2 do gênero Triplaris
- Tropaeolum brasiliense
- Trophis hilariana
- 2 do gêneroTyphalea
- 2 do gênero Typhelaea